# Edward Rutherfurd
Edward Rutherfurd (* 1948 in Salisbury, England) ist ein britischer Schriftsteller und Autor mehrerer historischer Romane. Bekannt wurde er durch den historischen Roman Sarum, der 1987 bei Century Hutchinson Ltd. erschien; 1988 wurde dessen deutsche Ausgabe veröffentlicht.

## Leben
Rutherfurd wurde 1948 in Salisbury geboren. Er studierte englische Geschichte sowie englische Literatur an den Universitäten in Cambridge und Stanford. Nach Beendigung seines Studiums arbeitete er im Buchhandel in New York City. Dort hatte er auch die Idee zu einem historischen Roman über seinen Geburtsort Salisbury. Seit 1990 lebt er in Dublin, Irland.

## Werke
- Sarum. Roman. („Sarum“). Droemer Knaur, München 1999, ISBN 3-426-63144-X.
- Russka. Roman. („Russka. The Novel of Russia“). Droemer Knaur, München 1993, ISBN 3-426-61830-3.
- London. Roman. („London. The Novel“). Droemer Knaur, München 2000, ISBN 3-426-61830-3.
- Der Wald der Könige. Roman. („The Forest“). Goldmann, München 2002, ISBN 3-442-35606-7.
- New York. Roman. („New York. A Novel“). Doubleday, New York 2010, ISBN 978-0-385-52138-3.
- Die große Dublin-Saga. Historischer Roman. Heyne, München 2007, ISBN 978-3-453-47072-9.

1. Die Prinzen von Irland. („Dublin“). 2007, ISBN 978-3-453-47072-9.
2. Die Rebellen von Irland. („Ireland Awakening“). 2007, ISBN 978-3-453-47082-8.

- Paris („Paris: The Novel“), 2013